# Natação nos Jogos Pan-Americanos de 2023 - Revezamento 4x200 m livre masculino
A competição de revezamento 4x200 m livre masculino da natação nos Jogos Pan-Americanos de 2023 foi disputada em 24 de outubro no Centro Acuático Estadio Nacional, em Santiago, no Chile. No total, competiram 43 atletas de 7 Comitês Olímpicos Nacionais (CON).

## Calendário
Horário local (UTC-4).
| Data          | Horário | Fase          |
| ------------- | ------- | ------------- |
| 24 de outubro | 10:58   | Eliminatórias |
| 24 de outubro | 17:44   | Final         |

## Medalhistas
|  | BRA Brasil |  | USA Estados Unidos                                                                                                |  | CAN Canadá                                                                                    |
|  | Murilo Sartori Breno Correia Fernando Scheffer Guilherme Costa Luiz Altamir Melo* Leonardo Coelho Santos* Felipe Ribeiro de Souza* |  | Zane Grothe Coby Carrozza Brooks Curry Jack Dahlgren James Plage* Mason Laur* Lukas Miller* Christopher O'Connor* |  | Jeremy Bagshaw Finlay Knox Alex Axon Javier Acevedo Yu Tong Wu* Blake Tierney* Raben Dommann* |

* Atletas que só participaram das eliminatórias da prova, mas também receberam medalhas.

## Recordes
Antes desta competição, os recordes mundiais e dos Jogos Pan-Americanos da prova eram os seguintes:
| Tipo                             | Atleta         | Tempo   | Local | Data                |
| -------------------------------- | -------------- | ------- | ----- | ------------------- |
|                                  | Estados Unidos | 6:58.55 | Roma  | 31 de julho de 2009 |
| Recorde dos Jogos Pan-Americanos | Brasil         | 7:10.66 | Lima  | 9 de agosto de 2019 |

O seguinte novo recorde foi estabelecido durante esta competição:
| Data                  | Prova | Equipe | Tempo   | Recordes                         |
| --------------------- | ----- | ------ | ------- | -------------------------------- |
| 24 de outubro de 2023 | Final | Brasil | 7:07.53 | Recorde dos Jogos Pan-Americanos |

## Resultados

### Eliminatórias
Qualificação: As oito equipes mais rápidas (Q) se classificam para a final.
As eliminatórias foram realizadas em 24 de outubro.
| Pos. | Bateria | Raia | CON                                 | Atletas (parcial) | Tempo   | Notas |
| ---- | ------- | ---- | ----------------------------------- | --- | ------- | ----- |
| 1    | 1       | 4    | BRA Brasil                          | Luiz Altamir Melo (1:48.32) Fernando Scheffer (1:47.85) Leonardo Coelho Santos (1:53.11) Felipe Ribeiro de Souza (1:53.10) | 7:22.38 | Q     |
| 2    | 2       | 5    | CAN Canadá                          | Adam Wu (1:51.12) Alexander Axon (1:50.50) Blake Tierney (1:51.76) Raben Dommann (1:52.07)                                 | 7:25.45 | Q     |
| 3    | 2       | 3    | MEX México                          | Dylan Porges (1:51.41) Ángel Martínez (1:51.78) José Cano (1:53.47) Santiago Gutierrez (1:53.81)                           | 7:30.47 | Q     |
| 4    | 2       | 4    | USA Estados Unidos                  | James Plage (1:51.90) Mason Laur (1:50.05) Lukas Miller (1:54.34) Christopher O'Connor (1:56.28)                           | 7:32.57 | Q     |
| 5    | 1       | 3    | COL Colômbia                        | Juan Morales (1:57.24) Esnaider Reales (1:57.75) David Arias (1:56.19) Santiago Corredor (1:54.80)                         | 7:45.98 | Q     |
| 6    | 1       | 5    | VEN Venezuela                       | Winston Rodríguez (1:53.12) Jorge Otaiza (1:56.20) Emil Perez (1:57.78) Jesús López (2:03.47)                              | 7:50.57 | Q     |
| 7    | 2       | 6    | CHI Chile                           | Eduardo Cisternas (1:57.28) Mariano Lazzerini (2:00.49) Vicente Villanueva (2:02.38) Elías Ardiles (1:58.31)               | 7:58.46 | Q     |
| 8    | 2       | 2    | EAI Equipe de Atletas Independentes | | DNS     |       |
| 9    | 1       | 6    | HON Honduras                        | | DNS     |       |

### Final
A final foi realizada em 24 de outubro.
| Pos. | Raia | CON                | Atletas (parcial)                                                                                            | Tempo   | Notas                            |
| ---- | ---- | ------------------ | --- | ------- | -------------------------------- |
| 01 ! | 4    | BRA Brasil         | Murilo Setin Sartori (1:47.52) Breno Correia (1:47.60) Fernando Scheffer (1:45.90) Guilherme Costa (1:46.51) | 7:07.53 | Recorde dos Jogos Pan-Americanos |
| 02 ! | 6    | USA Estados Unidos | Zane Grothe (1:47.98) Coby Carrozza (1:47.63) Brooks Curry (1:46.78) Jack Dahlgren (1:45.67)                 | 7:08.06 |                                  |
| 03 ! | 5    | CAN Canadá         | Jeremy Bagshaw (1:49.89) Finlay Knox (1:47.72) Alexander Axon (1:48.90) Javier Acevedo (1:48.25)             | 7:14.76 |                                  |
| 4    | 3    | MEX México         | Jorge Iga (1:48.28) Andreés Dupont (1:48.15) Hector Ruvalcaba (1:49.89) Dylan Porges (1:51.34)               | 7:17.66 |                                  |
| 5    | 2    | COL Colômbia       | Juan Morales (1:51.92) David Arias (1:54.48) Sebastián Camacho (1:52.51) Santiago Corredor (1:52.98)         | 7:31.89 |                                  |
| 6    | 1    | CHI Chile          | Eduardo Cisternas (1:50.88) Vicente Villanueva (1:57.16) Mariano Lazzerini (1:52.64) Elías Ardiles (1:55.61) | 7:36.29 |                                  |
| 7    | 7    | VEN Venezuela      | Emil Perez (1:56.52) Jorge Otaiza (1:54.32) Eric Veit (1:57.97) Winston Rodríguez (1:53.23)                  | 7:42.04 |                                  |

Legenda
| Recorde mundial                  | Recorde mundial (World record)               |                       | Recorde africano                      | Recorde africano (African) |                                           | Q | Classificado por posição (Qualified) |
| Recorde dos Jogos Pan-Americanos | Recorde pan-americano (Pan-American record)  | Recorde da América    | Recorde da América (Americas)         | q                          | Classificado por melhor tempo (Qualified) |   |                                      |
| Melhor marca do ano              | Melhor marca do ano (World leading)          | Recorde asiático      | Recorde asiático (Asian)              | DNS                        | Não largou (Did not start)                |   |                                      |
| Recorde nacional                 | Recorde nacional (National record)           | Recorde europeu       | Recorde europeu (European)            | DNF                        | Não terminou (Did not finish)             |   |                                      |
| Recorde pessoal                  | Recorde pessoal do atleta (Personal best)    | Recorde da Oceania    | Recorde da Oceania (Oceania)          | DSQ / DQ                   | Desclassificado (Disqualified)            |   |                                      |
| Recorde da temporada             | Recorde da temporada do atleta (Season best) | Recorde sul-americano | Recorde sul-americano (South America) | NM                         | Sem marca (No mark)                       |   |                                      |